# ホットサンドイッチ

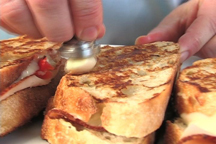
ホットサンドイッチ

ホットサンドイッチあるいはホットサンド（Hot Sandwich）とは、温かいサンドイッチのこと。食パンの耳を落としてトーストしたもの、あるいはパンに温かい具（チーズ、トマト、チキンやマッシュポテトなど好みで、それにタルタルソースやオリーブオイルなどの調味料）を挟んだもの、もしくはパンに具を挟んでから焼いたものである。何を具にするかにより、イタリアンやアイリッシュ、レッドホットといった呼び名がつけ加えられる。トーストしたパンに冷たい具を挟んだものは「トーストサンドイッチ」と呼ぶ。
ホットサンドイッチを作るための専用の器具、ホットサンドメーカーも市販されている。

## 代表的なホットサンドイッチ
クロックムッシュ
チーズとハムを挟んだクローズドサンドイッチの両面をバターで焼いたもの。
クロックマダム
上記のクロックムッシュの上に目玉焼きを盛り付けたもの。
ルーベンサンド
ライ麦パンにコンビーフやザワークラウトなどを挟み、グリルしたもの。